# Galeodes edentatus
Galeodes edentatus är en spindeldjursart som beskrevs av Benoit 1964. Galeodes edentatus ingår i släktet Galeodes och familjen Galeodidae. Inga underarter finns listade i Catalogue of Life.